# Hoplosebastes armatus
Hoplosebastes armatus is een  straalvinnige vissensoort uit de familie van schorpioenvissen (Scorpaenidae). De wetenschappelijke naam van de soort is voor het eerst geldig gepubliceerd in 1929 door Schmidt.